# 金鈴 (主持)
金鈴，MH，前香港主持人，現任香港中西區區議會委任議員。

## 生平
金鈴祖籍湖北，出生在军人家庭，是广东预备役高射炮兵师预备役军官。1995年毕业于广州文化艺术学校，主修声乐，毕业后签约广州唱将娱乐制作有限公司，出版发行校园歌曲专辑《学习歌》，1996年加入广东电视台，担任儿童节目主持人“铃铃姐姐”，1998年出国深造，2001年回国后担任广东卫视综艺节目及大型晚会主持，成为广东电视台当家主持，后加入拍卖行业，以全国最高分考取了注册执业拍卖师，2002年5月，参加全国首届“中拍杯”拍卖师主持技巧竞技大赛，获得最高荣誉“金槌奖”。2004年，主演大型话剧《十三行商人》，扮演花艇女子“小玉香”，获得中国电视金鹰奖电视节目主持人优秀奖，是广东首位获得“金鹰奖”的主持人。2006年2月，离开广东电视台，加入香港亞洲電視，主持体育及资讯节目。2009年5月加入凤凰卫视，后重返亞洲電視，最为港人熟知的是曾主持亞洲電視时事评论节目《ATV焦點》。
2013年，担任佳士得中国首席拍卖官，直至2017年初离职，曾以拍卖师身份亮相中国内地综艺节目《奔跑吧》《天天向上》，后进入商界，担任腕表品牌万希泉大中华区董事，又将英国威雅公学引入杭州，并担任校董，于香港“2018杰出商界女领袖评选”中当选为“年度商界女领袖”。
2021年4月，接任香港島婦女聯會第六届委员会主席。

## 演出作品

### 節目主持(亞洲電視)
- 2005年-2007年：《體壇一週》
- 2007年：《中國體育大英雄》
- 2007年：《奧運精華遊》
- 2013年-2015年：《ATV焦點》

### 節目主持(卫視)
- 2001年:《雀巢音樂世界 - 海南特輯》

### 電視劇集(其他)
- 1995年:《遠方星辰》
- 1996年:《飛越滄桑》
- 2005年:《外來媳婦本地郎》

### 唱片
- 2006年:《燦爛2008》

## 外部連結
- 金鈴